# Daniel Hicks
Daniel „Dan” Hicks – amerykański zapaśnik walczący przeważnie w stylu klasycznym. Trzeci w Pucharze Świata w 1996. Czwarty na igrzyskach wojskowych w 1999. Brązowy medalista wojskowych MŚ w 2000 roku.
Zawodnik Vinita Public School z Tulsa, Naval Academy Preparatory School z Newport i United States Marine Corps. Trzykrotnie (1992, 1994 i 1995) wygrał EIWA. Zajął piąte miejsce w NCAA Division I w 1994 roku. Trener.